# Gare de Nurmes
La gare de Nurmes (en finnois : Nurmeksen rautatieasema) est une gare ferroviaire finlandaise située à Nurmes.

## Histoire
La ligne Lieksa-Nurmes est mise en service en 1911.